# 拉吉耶尔什
拉吉耶尔什（法語：La Guierche，法語發音：[la ɡjɛʁʃ]）是法国萨尔特省的一个市镇，属于勒芒区。

## 地理
拉吉耶尔什（48°6'51"N, 0°11'40"E）面积7.88 平方千米，位于法国卢瓦尔河地区大区萨尔特省，该省份为法国西北部内陆省份，北起顺时针与奥恩省、厄尔-卢瓦省、卢瓦-谢尔省、安德尔-卢瓦尔省、曼恩-卢瓦尔省和马耶讷省接壤，是法国大西部的入口，连接卢瓦尔河谷、布列塔尼和巴黎盆地。
与拉吉耶尔什接壤的市镇（或旧市镇、城区）包括：蒙比佐、苏耶、苏利涅苏巴隆、拉巴佐日、茹埃拉贝、萨尔特河畔讷维尔。

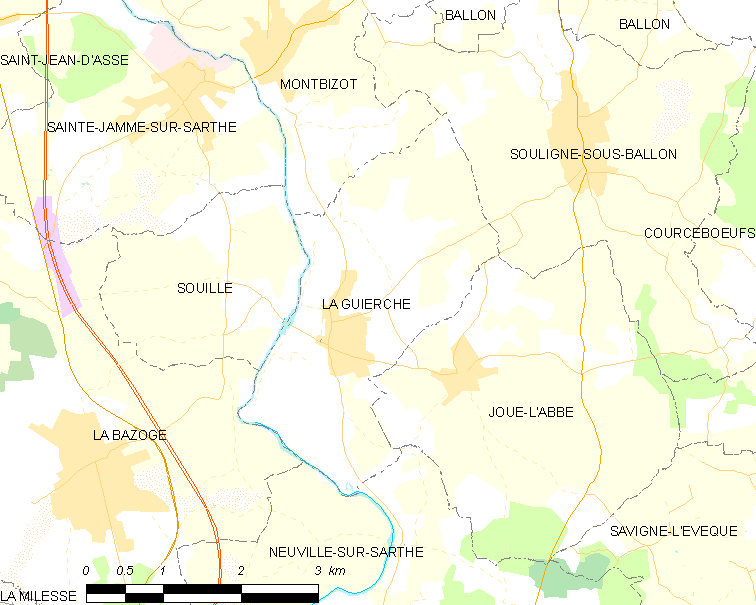
拉吉耶尔什的OSM定位图

拉吉耶尔什的时区为UTC+01:00、UTC+02:00（夏令时）。

## 行政
拉吉耶尔什的邮政编码为72380，INSEE市镇编码为72147。

## 政治
拉吉耶尔什所属的省级选区为博内塔布勒县。

## 人口

1962-2008年间拉吉耶尔什人口变化图示

拉吉耶尔什于2022年1月1日时的人口数量为1285人。